# Pustá Rybná

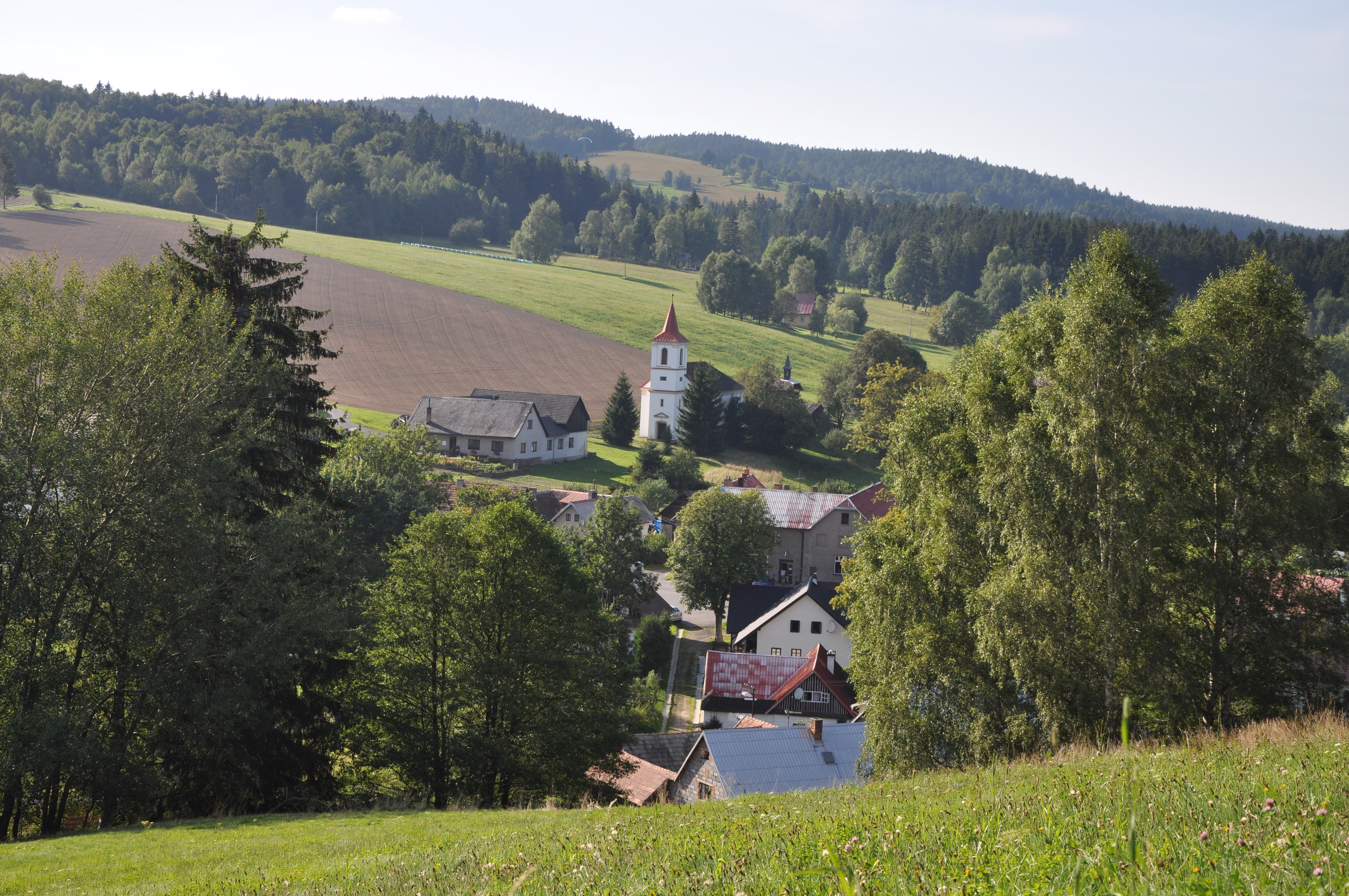
Blick von Osten auf das Dorf

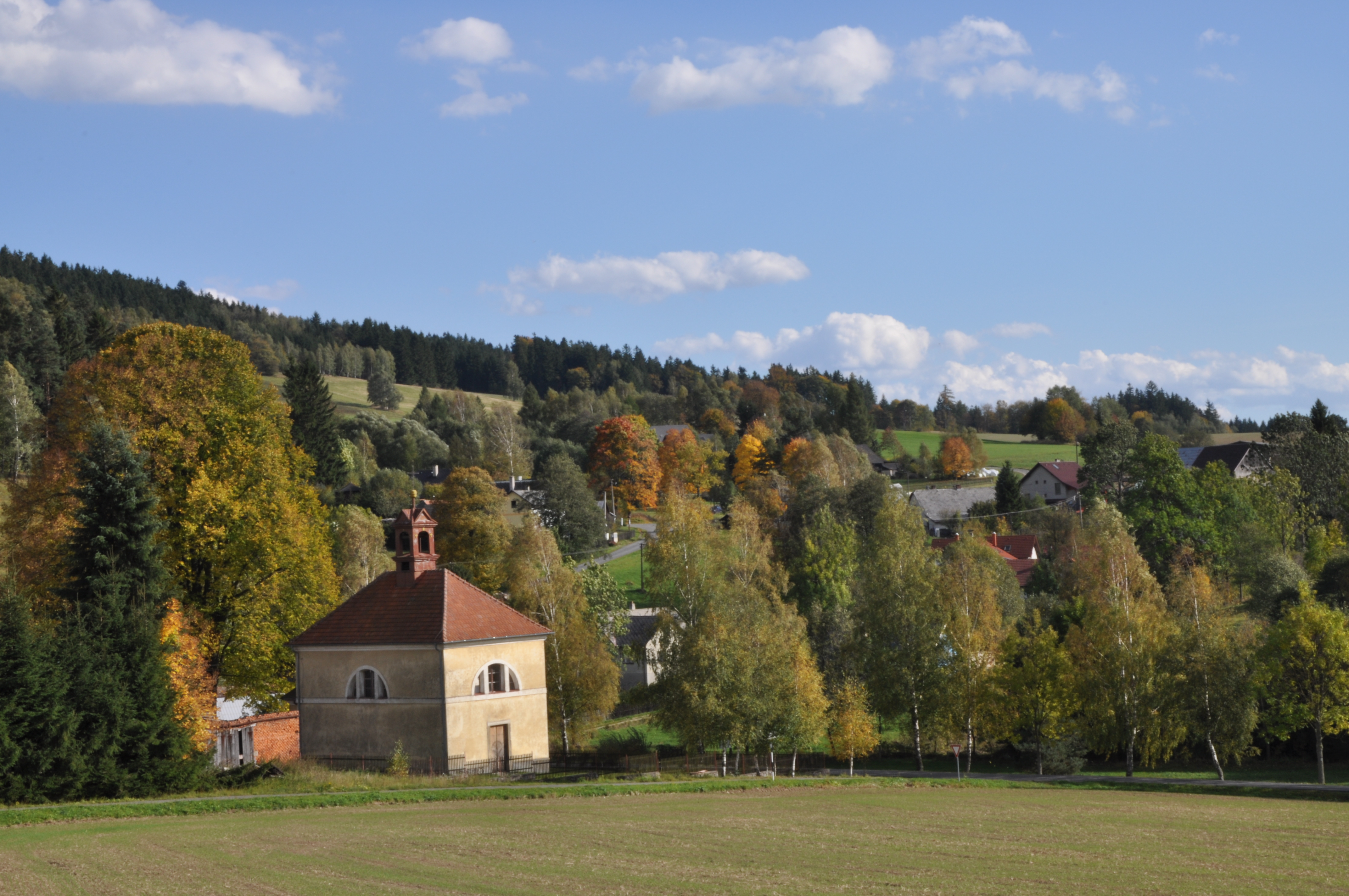
Ortsansicht von Westen

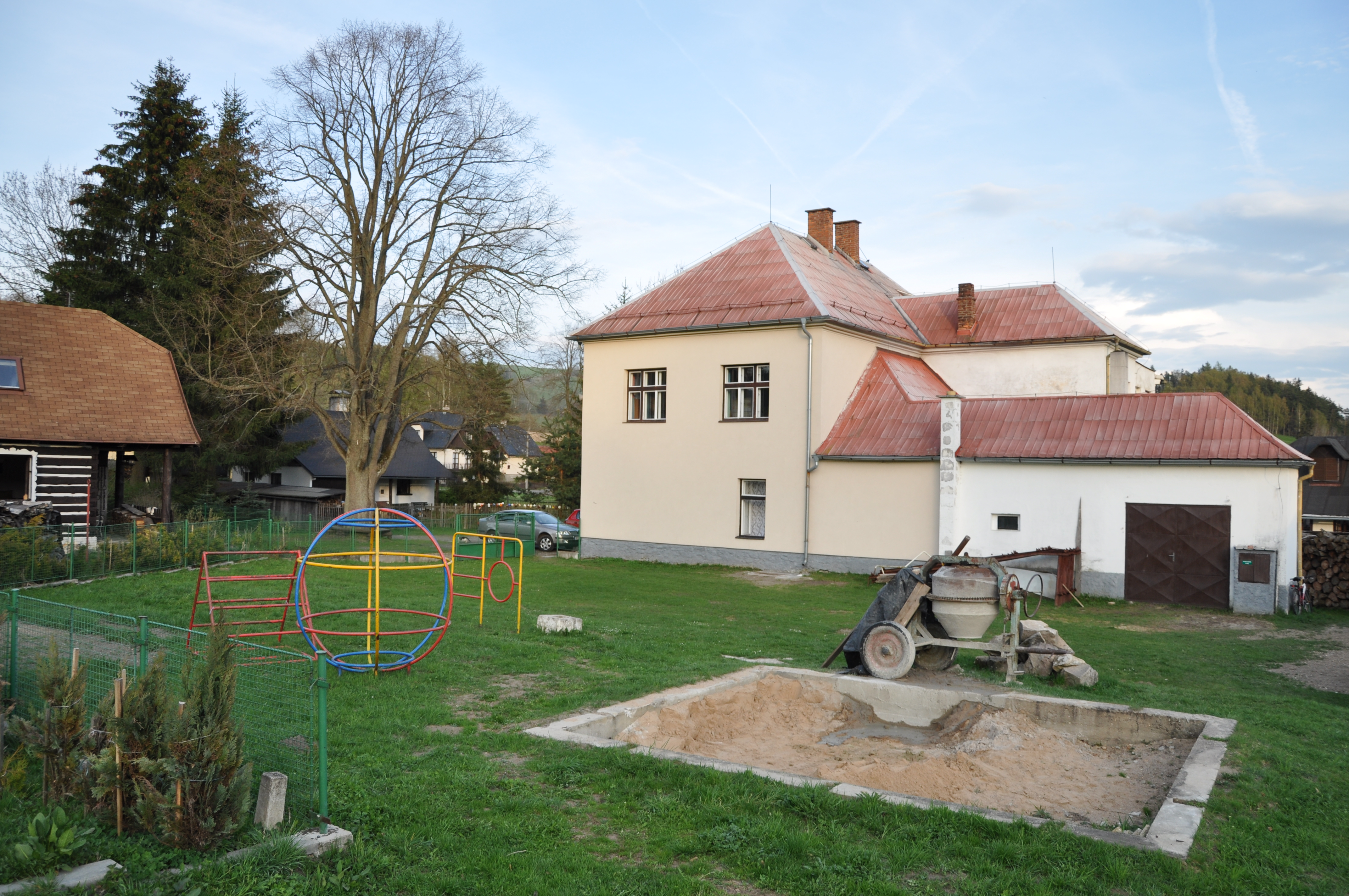
Gemeindeamt

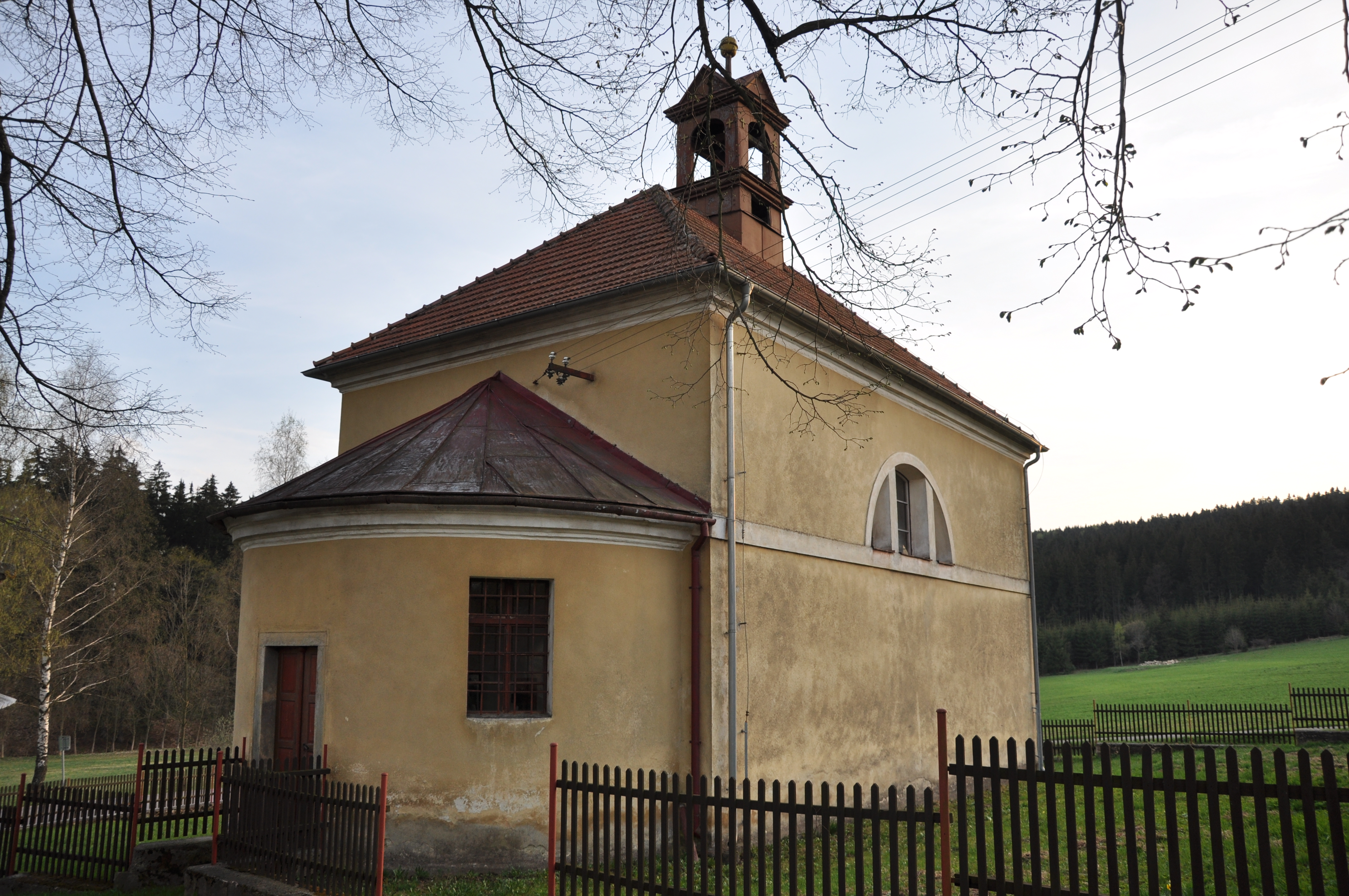
Kath. Kirche St. Bartholomäus

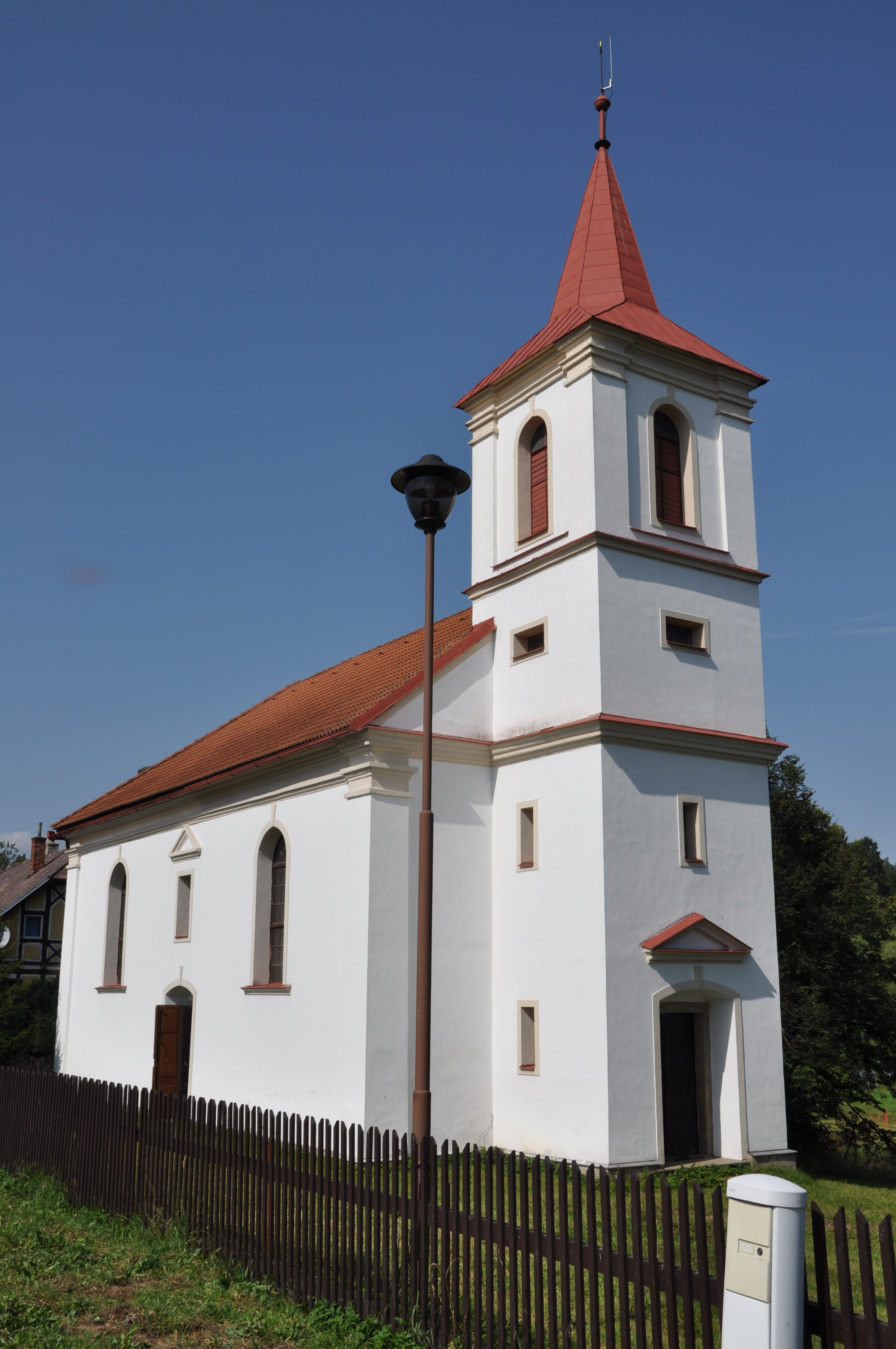
Evangelische Kirche

Pustá Rybná (deutsch Wüst Rybny, auch Wüst Rybnai) ist eine Gemeinde in Tschechien. Sie liegt zehn Kilometer westlich von Polička und gehört zum Okres Svitavy.

## Geographie
Pustá Rybná befindet sich im Osten der Saarer Berge im Tal des Baches Hlučál und seiner vier Zuflüsse. Nördlich erheben sich Žižkov (753 m) und Blatinský kopec (731 m), im Südosten der Landrátský kopec (Landratberg, 743 m), südlich der Hatě (655 m), im Westen die Rybenské Perníčky (748 m) und nordwestlich der Kaštánkův kopec (753 m) und Spálený kopec (765 m). Der zu Böhmen gehörige Ort liegt nördlich der durch den Lauf der Svratka gebildeten historischen Landesgrenze zu Mähren.
Nachbarorte sind Blatina und Betlém im Norden, Dědek und Oldřiš im Nordosten, Kobylí und Landráty im Osten, Maděra und Telecí im Südosten, Světy, Spělkov, Mrhov und Krásné im Süden, Březiny im Südwesten, Česká Cikánka, Moravská Cikánka und Karlštejn im Westen sowie Damašek im Nordwesten.

## Geschichte
Rybna wurde wahrscheinlich kurz nach der im Jahre 1265 durch Přemysl Ottokar II. erfolgten Gründung der Königsstadt Polička im Zuge der Kolonisation des Urwaldes im Grenzgebiet zu Mähren durch deutsche Siedler angelegt. Die älteste schriftliche Überlieferung von Moravská Rybná stammt aus der Zeit zwischen 1344 und 1350, als es in Schriftstücken des Bistums Prag zusammen mit Krouna, Svratka und weiteren dem Dekanat Mauth zugeordneten Orten erwähnt wurde. 1392 wurde Moravská Rybná als eines der 58 Dörfer der böhmischen Herrschaft Richenburg in der Landtafel eingeschrieben. Vermutlich wurde der Ort während der Hussitenkriege 1421 bei den Kämpfen um Polička zerstört. Als Jan Pardus von Vratkov 1456 die Herrschaft Richenburg beschrieb, gab er Moravska Rybná, Kamenice und Schonau als gänzlich wüste Orte an.
1474 erwarb die Stadt Polička im Zuge ihrer Expansionsbestrebungen im Grenzgebiet zur Herrschaft Richenburg einen Teil von Wüst Rybna. Dabei wurde die Grenze zwischen beiden Herrschaften entlang des Baches Šonava und weiter am Hlučál bis zu dessen Mündung in die Svratka neu festgelegt. Das rechte Ufer gehörte fortan zu Richenburg und das linke zu Polička. Dadurch wurden die Fluren von Wüst Rybna in einen Richenburger und einen Politschkaer Anteil aufgeteilt. Im Politschkaer Teil entstand eine Glashütte. 1660 ließ die Stadt Politschka die im Dreißigjährigen Krieg eingegangene Glashütte erneuern. Die Produktpalette reichte von gewöhnlichem Brauchglas über bemaltes bzw. geschliffenes Glas für den Export. Zu Beginn des 18. Jahrhunderts wurde die Glashütte stillgelegt. 1719 bestand der Politschkaer Anteil aus 90 Häusern und die Einwohner waren durchweg Tschechen und helvetischer Konfession. Zu dieser Zeit lebten die Bewohner vom Anbau und der Verarbeitung von Flachs. Die Leinwaren fanden einen guten Absatz und die Zahl der Einwohner wuchs an. Um Pustá Rybná entstanden in dieser Zeit die kleinen Siedlungen Betlém, Blatina, Damašek, Chalupy, Kobylí, Kamení, Polsko, Odřenec, Pavlásky, Světy und Zlomy, die eigene dörfliche Strukturen aufwiesen. Nach dem Josephinischen Toleranzpatent von 1781 entstand eine Reformierte Gemeinde. Im Jahre 1789 gab es insgesamt 85 Anwesen in Wüst Ribna bzw. Pusty Rybny. Bei der Mobilmachung nach dem Einmarsch der Franzosen desertierten 1796 mehrere Rekruten. 1797 ging die Obrigkeit gewaltsam gegen die Deserteure unter Führung von Jan Makovský (1772–1797) vor. Im 19. Jahrhundert begann der Niedergang der Flachsverarbeitung und das Dorf verarmte.
Im Jahre 1835 bestand das im Chrudimer Kreis gelegene Dorf Wüst-Rybny bzw. Pusté Rybny aus 111 Häusern mit 631 tschechischsprachigen Einwohnern, darunter 95 protestantischen Familien. Davon gehörten 23 Häuser mit 138 Einwohnern sowie die unter dem Patronat des Religionsfonds stehende Filialkirche St. Bartholomäus, die katholische Schule, eine Mühle, zwei Brettsägen und eine Ölstampfe zum Richenburger Teil. Auf dem Poličkaer Anteil gab es eine protestantische Schule und eine Rustikalmühle. Bei dem Dorf wurde in geringen Mengen weißer Kalkstein gebrochen. Katholischer Pfarrort war Borowa. Bis zur Mitte des 19. Jahrhunderts blieb Wüst-Rybny zwischen der königlichen Leibgedingestadt Polička und der Allodialherrschaft Richenburg geteilt.
Nach der Aufhebung der Patrimonialherrschaften bildete Pusté Rybné ab 1849 mit den Ortsteilen Betlem, Blatina, Kobylí und Světí eine Gemeinde im Gerichtsbezirk Polička. Ab 1868 gehörte Pusté Rybné zum Bezirk Polička. 1869 hatte Pusté Rybné 1095 Einwohner und bestand aus 179 Häusern. In der zweiten Hälfte des 19. Jahrhunderts setzte eine große Auswanderungswelle ein. Zwischen 1862 und 1911 wanderten 317 Einwohner in die USA aus. 1878 entstand ein neues Schulhaus, das heute als Gemeindeamt dient. Zum Ende des 19. Jahrhunderts wurde in Pusté Rybné mit Unterstützung der Reformierten Kirche der Schweiz ein Pfarrhaus erbaut. Im Jahre 1900 lebten in der Gemeinde 897 Personen, 1910 waren es 824. Nach dem Ersten Weltkrieg zerfiel der Vielvölkerstaat Österreich-Ungarn, die Gemeinde wurde 1918 Teil der neu gebildeten Tschechoslowakischen Republik. Im Jahre 1919 wurde Damašek, das bis dahin zu Březiny gehört hatte, nach einem Referendum umgemeindet. Beim Zensus von 1921 lebten in den 161 Häusern der Gemeinde 751 Personen. Der Kernort bestand aus 144 Häusern mit 675 Einwohnern, davon 669 Tschechen. Seit 1924 wird das Dorf als Pustá Rybná bezeichnet. 1930 lebten in den 155 Häusern der Gemeinde 773 Menschen. Von 1939 bis 1945 gehörte Pustá Rybná / Wüst Rybnai zum Protektorat Böhmen und Mähren. Während des Zweiten Weltkrieges unterstützten Bewohner von Pustá Rybná den Widerstand gegen die Nationalsozialisten. Die abgelegenen Siedlungen dienten englischen und russischen Partisanen als Unterschlupf. Nachdem das Dorf ins Visier der Gestapo geraten war, drohte eine Strafaktion zur Vernichtung des Ortes. Der Bürgermeister František Petráš konnte dies durch seinen Einsatz noch verhindern. Nach dem Ende des Zweiten Weltkrieges verließen bis 1946 etwa 300 Einwohner die Gemeinde und zogen in die Sudetengebiete. 1950 lebten nur noch 407 Personen in Pustá Rybná. In der zweiten Hälfte des 20. Jahrhunderts ging die Einwohnerzahl ständig zurück und viele der Häuser werden nur noch als Ferienwohnungen genutzt.
Im Zuge der Gebietsreform von 1960 erfolgte die Aufhebung des Okres Polička; Pustá Rybná wurde dabei dem Okres Svitavy zugeordnet. 1964 wurden die vier Häuser von Horní Blatina nach Borová ausgegliedert. Die Ortsteile wurden 1971 aufgehoben. Beim Zensus von 2001 lebten in den 130 Wohnhäusern von Pustá Rybná 156 Personen.
Die Rekrutenrebellion ist Gegenstand des 1956 erschienenen historischen Romans Rekruti von Václav Kaplický.

## Gemeindegliederung
Für die Gemeinde Pustá Rybná sind keine Ortsteile ausgewiesen. Grundsiedlungseinheiten sind Betlém (Bethlehem), Blatina, Chalupy, Damašek (Damaschek), Kobylí (Kobyly, auch Roßhöfen) und Pustá Rybná. Zu Pustá Rybná gehören zudem die Wohnplätze Hatě, Kamení, Polsko, Odřenec, Pavlásky, Světy (Swiet) und Zlomy sowie die Wüstung Hraničný (Hraniczny).

## Sehenswürdigkeiten
- katholische Kirche St. Bartholomäus, erbaut 1838 an Stelle einer hölzernen Friedhofskapelle
- evangelische Kirche, errichtet 1889–1890
- evangelisches Pfarrhaus, der Ziegelfachwerkbau im alpenländischen Stil entstand zum Ende des 19. Jahrhunderts
- Baptistische Kirche in Chalupy, erbaut 1968–1970
- Naturreservate Rybenské Perníčky und Damašek
- gezimmertes Stadel mit achteckigen Grundriss und Schindelbedachung, es soll nach 1781 als erster Versammlungsort der Protestanten gedient haben
- Gedenkstein für Jan Makovský am Gemeindeamt